# Dupla csapda
A Catch .44 (eredeti cím: Catch .44)  2011-ben bemutatott amerikai bűnügyi filmthriller, melyet Aaron Harvey írt és rendezett. A főbb szerepekben Bruce Willis, Forest Whitaker, Malin Akerman és Nikki Reed látható.

## Cselekmény
Három fiatal, csinos lány egy országút melletti falatozóban beszélget. Várnak valakire, de mivel az nem jön, fegyvereket húznak elő és lövöldözés tör ki. A támadók közül két lány holtan terül el. Patthelyzet alakul ki, majd megérkezik egy álcázásból országúti rendőrnek öltözött bűnöző. Hosszas alkudozás és lövöldözés után megérkezik közös megbízójuk, Mel.
Közben visszatekintésként a három lány előkészületei láthatók. A falatozóból csak az egyik lány távozik élve, a kocsijában egy táska pénzzel.

## Szereplők
| Színész           | Szerep                   | Magyar hang     |
| ----------------- | ------------------------ | --------------- |
| Bruce Willis      | Mel                      | Sörös Sándor    |
| Malin Åkerman     | Tes                      | Orosz Anna      |
| Deborah Ann Woll  | Dawn                     |                 |
| Nikki Reed        | Kara                     | Bánfalvi Eszter |
| Forest Whitaker   | Ronny, az álruhás rendőr | Bognár Tamás    |
| Brad Dourif       | Connors seriff           |                 |
| Michael Rosenbaum | Brandon                  |                 |
| Shea Whigham      | Billy                    | Holl Nándor     |
| Edrick Browne     | Devon                    |                 |
| Jill Stokesberry  | Francine                 |                 |
| P.J. Marshall     | Elmore országúti rendőr  |                 |
| Ivory Dortch      | pincérnő                 |                 |

## A film készítése
A film forgatása 2010. július 8-án kezdődött, Louisiana államban (USA). A szereposztás sűrűn változott, főleg a női főszerepek.[forrás?]

## Fordítás
Ez a szócikk részben vagy egészben  a   Catch .44 című angol Wikipédia-szócikk fordításán alapul.  Az eredeti cikk szerkesztőit annak laptörténete sorolja fel. Ez a jelzés csupán a megfogalmazás eredetét és a szerzői jogokat jelzi, nem szolgál a cikkben szereplő információk forrásmegjelöléseként.